# JuK
JuK és un reproductor d'àudio lliure amb capacitats d'organització de música, dissenyat per l'entorn d'escriptori de KDE. Aquest és compatible amb formats com MP3, Ogg Vorbis i FLAC. A més, permet editar les etiquetes d'aquests. També pot funcionar amb els sistemes d'àudio aRts i GStreamer.
Scott Wheeler va iniciar el desenvolupament de JuK l'any 2000 sota el nom de QTagger. L'any 2002 es va incorporar al grup d'aplicacions multimèdia de KDE, on es va desenvolupar com una aplicació d'àudio potent. Va sortir a la versió 3.2 de KDE.

## Característiques
Encara que JuK pot funcionar com a reproductor d'àudio, s'hi dona molt d'èmfasi a la capacitat d'organització de la llibreria de música.
- Llista de col·lecció i suport per a llistes creades per als usuaris.
- Capacitat d'escanejar directoris per a automàticament importar llistes de reproducció i música a l'inici del programa.
- Llistes de reproducció dinàmiques de cerca que s'actualitzen automàticament quan es canvien els camps de la col·lecció.
- Un mode de vista d'arbre on es classifiquen les cançons per àlbums, artistes i generes.
- Historial que emmagatzema les últimes cançons reproduïdes.
- Cerca en línia per filtrar els elements de la llista.
- Capacitat per intentar afegir etiquetes automàticament a partir del nom del fitxer o utilitzant MusicBrainz.
- Capacitat per reanomenar els fitxers a partir de les etiquetes.
- Suport per a les etiquetes ID3v1, ID3v2 i les etiquetes d'Ogg Vorbis (emprant el TagLib).